# Mohammed Lartey
Philipp Mohammed Kotoku Lartey (Düsseldorf, 1986. december 4. –) német születésű ghánai labdarúgó-középpályás.